# Cimetière de Borre
Pour les articles homonymes, voir Borre.

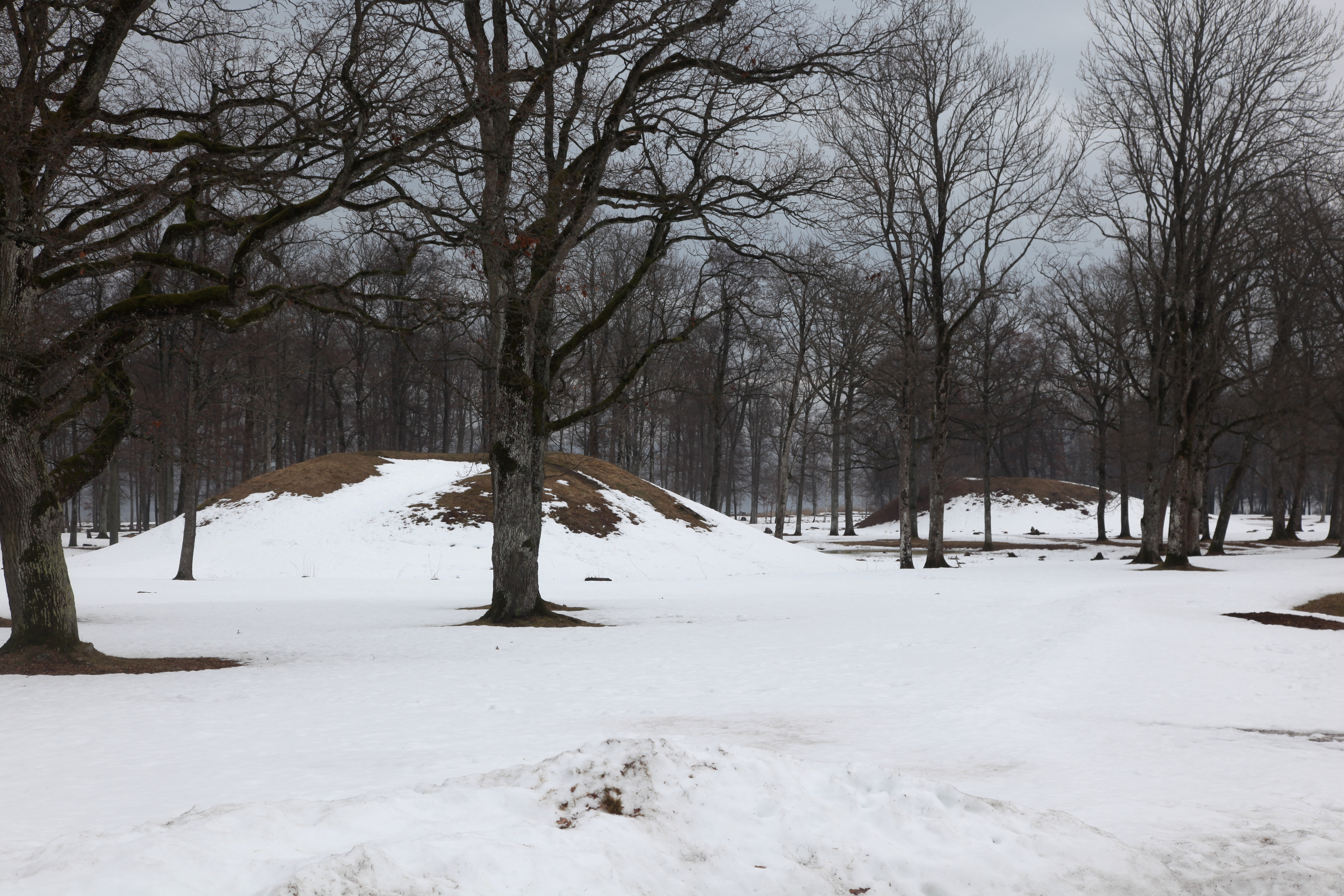
Les tumulus dans le parc national de Borre

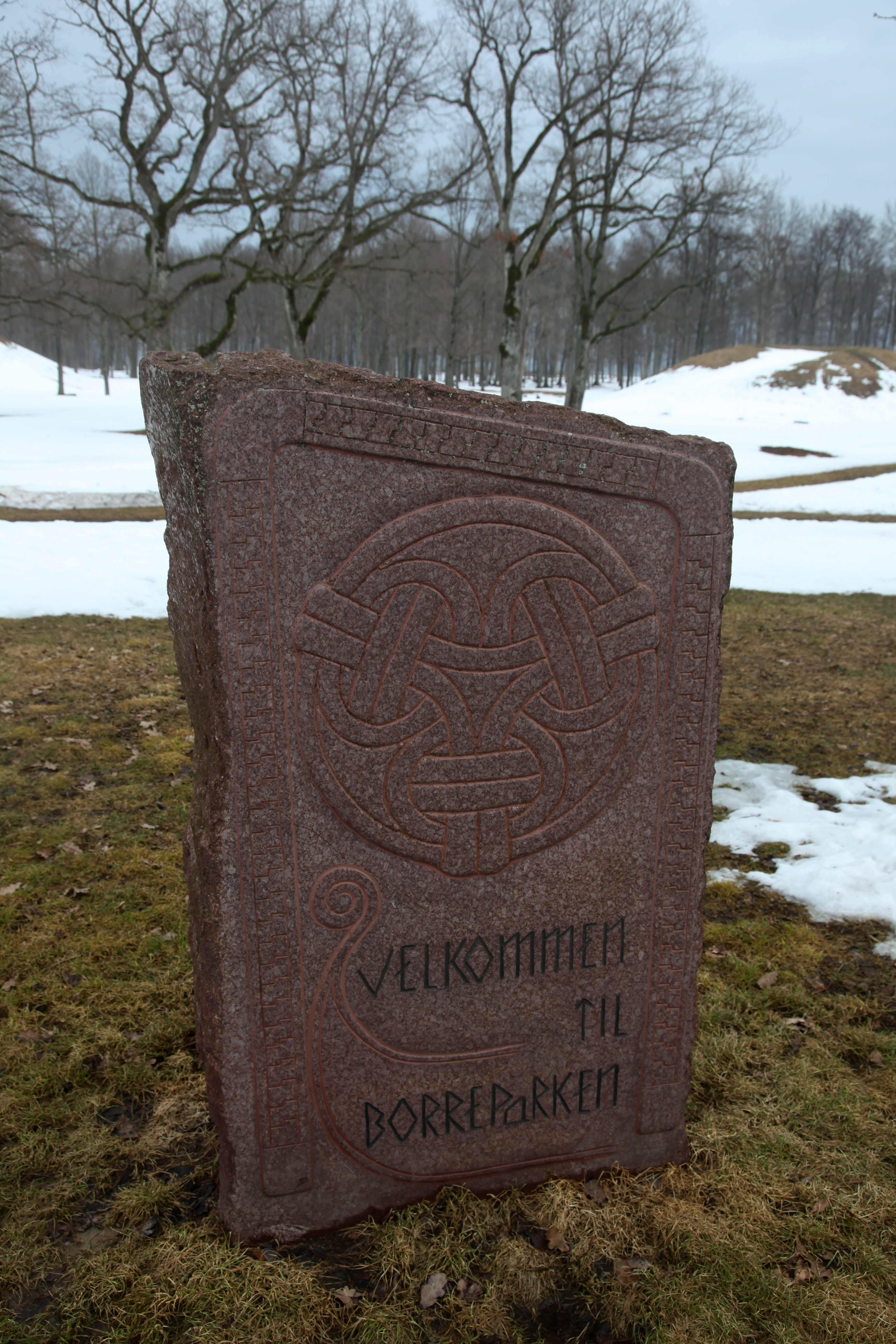
Parc national de Borre

Le site de Borrehaugene, ou tumulus de Borre, (norvégien : Borrehaugene du vieux norrois borró et haugr qui signifie butte, ou tumulus) se situe dans le parc national de Borre à Horten, comté de Vestfold, en Norvège.

## Historique
Le parc couvre 18,2 hectares (182 000 m2) et sa collection de tumulus est la plus importante de toute la Scandinavie. Il abrite sept grands tumulus et un cairn. Au moins deux tumulus et un cairn furent détruits au fil du temps. La présence de 25 cairns plus petits indique que le cimetière put être plus grand. Certains de ces édifices ont plus de 45 mètres de diamètre et atteignent jusqu'à 6 mètres de haut. Le site de Borrehaugene est d'une importance historique, puisqu'il tend à prouver l'existence d'un centre de pouvoir à l'Âge Viking pendant la Période mérovingienne.
Les premières études sur le cimetière ont été faites entre les années 1851 et 1852. Des constructeurs de routes modernes ont utilisé l'un des tumulus comme d'une fosse à gravier et ont donc détruit une grande partie d'une tombe richement décorée. Ce fut Nicolay Nicolaysen, antiquaire, qui étudia et examina ce qui restait du tumulus. La tombe contenait des armes, ainsi qu'un équipement d'équitation, ce qui suggère qu'il s'agissait de la tombe d'un homme. Les fouilles ont découvert un large éventail de l'artisanat viking, qui est pour l'essentiel exposé au musée du Bateau Viking à Oslo. 
Cet artisanat spécifique pris le nom de style de Borre et est aujourd'hui connu pour ses ornements d'animaux et de nœuds magnifiques, souvent utilisés dans la décoration de harnais. Beaucoup des plus petits cairns furent découverts en 1925. Ils se sont révélés être de simples fosses de crémation. Des fouilles plus récentes furent effectuées par l'archéologue Bjørn Myhre de 1989 à 1991, dans et autour du parc national.
D'après le Ynglingatal, le cimetière de Borre et ses neuf tertres funéraires datés de l'an 600 à 900 serait la nécropole des Ynglingar dont le règne se situerait entre le VIIe siècle et le IXe siècle. Le site de Borre occupe une position stratégique pour le contrôle du fjord d'Oslo et on peut considérer que le groupe implanté à cet endroit fondait une partie de sa puissance sur ce point.

## Port et bâtiments
En octobre 2007, les mesures du Radar à pénétration de sol [GPR] effectuées par l'unité archéologique du Centre National du Patrimoine Norvégien pour le comté de Vestfold, ont conduit à la découverte de restes enterrés de deux salles pré-historiques. Ce fut le premier bâtiment substantiel découvert dans les environs de Borre,.
En mars 2013, une mesure à grande échelle du GPR conduit par Institut Ludwig Boltzmann de la Recherche Archéologique et de l'Archéologie Virtuelle (LBI ArchPro), en collaboration avec le comté Vestfold et l'Institut pour la Recherche de l'Héritage Culturel Norvégien (NIKU), ont mené à la découverte d'une autre grande salle,.
En 2015, Erich Draganits suggéra, d'après les analyses des caractéristiques géo-morphologiques, que Borre pourrait bien avoir été un port préhistorique.

## Autres Sources
- Forhistorien til nasjonalparken Norwegian
- Nasjonal Samlings bruk av nasjonalparken under andre verdenskrig Norwegian

## Liens Externes
- Midgard Historical Centre in Borre
- Kulturarv - Vestfold fylkeskommune
- Ludwig Boltzmann Institute for Archaeological Prospection and Virtual Archaeology
- Norwegian Institute for Cultural Heritage Research (NIKU)